# 2010년 폴란드 대통령 선거
2010년 폴란드 대통령 선거는 폴란드에서 대통령을 뽑기 위해 2010년 6월 20일과 7월 4일 열린 선거이다.

## 개요
2010년 4월 10일에 폴란드 공군 Tu-154 추락 사고가 발생하였고, 대통령 레흐 카친스키와 그 아내, 정부 인사들이 다수 사망했다. 그래서 당초 예정을 앞 당겨 대통령 선거가 실시하게 되었고, 헌법 규정에 의거 차기 대통령이 확정될 때까지 하원 의장 브로니스와프 코모로프스키가 대통령 대행을 맡았다. 6월 20일 투표에서 단독 과반수를 획득한 후보가 없었으므로, 7월 4일 야로스와프 카친스키 전 총리와 코모로후스키 의장 사이의 상위 2명이 결선 투표를 해 코모로프스키가 당선됐다.